# كلوديا سوليفسكي
كلوديا سوليوسكي (بالإنجليزية: Claudia Sulewski)‏، ولدت 19 فبراير 1996 في شيكاغو، إلينوي، هي ممثلة أمريكية.

## روابط خارجية
- كلوديا سوليفسكي على موقع IMDb (الإنجليزية)
- كلوديا سوليفسكي على موقع ميوزك برينز (الإنجليزية)
- كلوديا سوليفسكي على موقع قاعدة بيانات الفيلم (الإنجليزية)